# Acerodon mackloti
Acerodon mackloti là một loài động vật có vú trong họ Pteropodidae, bộ Dơi. Loài này được Temminck mô tả năm 1837.